# Uno para todos (película)
Uno para todos es una película española de 2020 dirigida por David Ilundain, estrenada el 26 de octubre de 2020 y protagonizada por David Verdaguer, Patricia López Arnaiz, Ana Labordeta, Clara Segura, Betsy Túrnez, Jorge Pobes y Miguel Ángel Tirado.
La película tuvo dos nominaciones a los Premios Cinematográficos José María Forqué en su XXVI edición en las categorías «Mejor interpretación masculina», para David Verdaguer y «Premio Forqué en Cine y Educación en Valores», con el que resultó ser la vencedora. Además, también ha sido nominada en los Premios Goya en la categoría Mejor interpretación masculina protagonista para David Verdaguer.

## Sinopsis
Un profesor interino asume la tarea de ser tutor de una clase de sexto de primaria en un pueblo completamente desconocido para él. Cuando descubre que tiene que reintegrar a un alumno enfermo en el aula, se encuentra con un problema inesperado: casi ninguno de sus compañeros quiere que vuelva a clase.

## Reparto
- David Verdaguer como Aleix
- Patricia López Arnaiz como Ana
- Ana Labordeta como Carmen
- Clara Segura como Clara
- Betsy Túrnez como Marta
- Jorge Pobes como Jesús
- Miguel Ángel Tirado como Joaquín
- Mercè Managuerra como Abuela Carlos
- Virginia Moriones como Policía
- Néstor Romero como Carlos
- Vega Vallés como Selua
- Andrea Andrés como Verónica
- Zesar Gimeno como Fede
- Juan Muñoz como Víctor
- Susana Hernández como Noa
- Héctor Olivares como Román
- Paula Romero como Sara
- Hajar Jalti como Hajar
- Gheorghe Scarlat como Jorge
- Marcos Sánchez como Marcos
- Lola Plaza como Lola
- Arantxa Ambrona como Arantxa
- Irene Real como Irene
- Julia de la Asunción como Julia
- Llorenç Vila como Leo
- Arnau Rodrigo como Fernando
- Rodrigo Sánchez como Rodrigo

## Premios y nominaciones
Medallas del Círculo de Escritores Cinematográficos de 2020
| Categoría               | Nominados                 | Resultado |
| ----------------------- | ------------------------- | --------- |
| Mejor película          | Mejor película            | Nominada  |
| Mejor director          | David Ilundain            | Nominado  |
| Mejor actor             | David Verdaguer           | Ganador   |
| Mejor actriz secundaria | Patricia López Arnáiz     | Nominada  |
| Mejor actriz secundaria | Ana Labordeta             | Nominada  |
| Actor revelación        | Miguel Ángel Tirado       | Nominado  |
| Mejor música            | Zeltia Montes             | Nominada  |
| Mejor guion original    | Coral Cruz Valentina Viso | Nominadas |

65.ª edición de los Premios Sant Jordi
| Categoría                         | Nominados             | Resultado |
| --------------------------------- | --------------------- | --------- |
| Mejor actriz en película española | Patricia López Arnaiz | Ganadora  |

10.ª edición de los Premios Simón
| Categoría          | Resultado |
| ------------------ | --------- |
| Mejor largometraje | Nominado  |